# بانقلان
بانقلان، روستایی در دهستان ده پایین بخش مرکزی شهرستان ایلام در استان ایلام ایران است.

## پیشینه
این روستا از قدیمی‌ترین مناطق مسکونی دشت ایلام می‌باشد و همچنین این روستا به عنوان مرکز ایل کردتبار پنجستون شناخته می‌شود. از آثار و اماکن مهم این روستا می‌توان به قلعه توت، آسیاب خندان و کینی (چشمه) بیماراشاره کرد. و بر فراز یک تپه باستانی قلعه ای تاریخی به نام قلعه توت دیده میشود.
ارتفاع تپه از سطح زمینهای اطراف حدود ۱۵ متر اندازه گیری شده است. امروز در بنای این قلعه پلان مشخصی دیده نمی‌شود. بخش عمده بنا بر اثر فرسایش و تخریب تدریجی از بین رفته است.
در تپه تکه‌های متراکم سفال و ابزارهای سنگی دیده می‌شود. سفال‌های بدست آمده همگی بدون لعاب بوده و اکثراً دارای پوشش گلی نخودی و آجری است.
پخت سفال‌ها ناقص بوده و از مواد گیاهی، شن و ماسه برای شاموت آنها استفاده شده است.
اکثر سفال‌ها از نوع سفال‌های خشن خمره ای، چرخ ساز و دارای تزیینات افزوده دور کمر یا روی شانه ظروف هستند.
در سطح تپه و در گوشه جنوب شرقی آن، توده‌ای از قلوه سنگ به ارتفاع حدودا یک متر دیده می‌شود، همچنین در حاشیه غربی سطح تپه چند ردیف توده سنگی به صورت خشکه چین دیده می‌شود.
به احتمال زیاد این سنگ‌ها بقایای معماری قلعه سطح تپه هستند که در گذشته در ساخت دیوارها به کار رفته است. به دلیل فعالیتهای نامتعارف کشاورزی در سطح تپه و دامنه‌های آن بافت سطحی تپه و بنای قلعه به هم خورده است ، در سطح و سمت جنوب تپه آثار و گچ (و احتمالاً کوره گچ) دیده می‌شود.

## جمعیت
بر پایه سرشماری عمومی نفوس و مسکن در سال ۱۳۹۵، جمعیت این روستا برابر با ۳٬۳۱۵ نفر (۹۰۴ خانوار) بوده‌است.